# Jeanne Pauwelyn
Jeanne M. Pauwelyn, née le 14 septembre 1924 à Staden et morte le 2 octobre 1992 à Ostende, est une personnalité politique belge flamande.

## Biographie
Jeanne M. Pauwelyn est conseillère municipale de Stene de 1959 à 1970 et conseillère provinciale des Flandres occidentales de 1971 à 1984.
Membre du Parti de la liberté et du progrès, elle siège au Parlement européen de 1981 à 1984.

## Décorations
- Chevalière de l'ordre de Léopold (20 décembre 1988)[1]